# 国泰寺インターチェンジ
国泰寺インターチェンジ（こくたいじインターチェンジ）は、佐賀県鳥栖市神辺町にある鳥栖筑紫野道路のインターチェンジである。鳥栖・久留米方面に対しての出入口しかないハーフインターチェンジである。周辺は神社や墓場も存在する。塩塚交差点も含め、国泰寺インターチェンジよりも南側にあたる久留米方面は鳥栖市の商業施設が多数建ち並んでいる。

## 案内板
- 国泰寺出口

## 道路
- 鳥栖筑紫野道路

## 隣
鳥栖筑紫野道路
養父町交差点（起点） - 国泰寺IC - 柚比IC